# 1931-es sakkolimpia
A 4. sakkolimpiára 1931. július 11. és július 26. között Csehszlovákiában, Prágában került sor. Az esemény megrendezésére előzetesen két ország jelentkezett: Magyarország és Csehszlovákia. A rendező ország kiválasztásában szerepet játszott az, hogy Magyarország egy alkalommal már rendezett sakkolimpiát, a cseh sakkszövetség pedig a következő évben ünnepelhette alapításának 50. évfordulóját. A verseny helyszíne a 800 személy befogadására alkalmas Novák kávéház volt. A csapatok a Hamilton-Russell kupáért versengtek, amelyet az előző olimpián a lengyel válogatott vitt haza.
A sakkolimpiával párhuzamosan folyt a 3. női sakkvilágbajnokság küzdelemsorozata, amelyet ismét a címvédő Vera Menchik nyert meg.

## A résztvevők
Az olimpiai csapatversenyre 19 csapat nevezett, 93 versenyzővel. A csapatok 5 főt nevezhettek, akik közül egyidejűleg négy játszott. A sakkolimpiák történetében első alkalommal meg kellett adni a játékosok közötti erősorrendet, és az egyes fordulókban ennek megfelelően ülhettek le a táblákhoz. Ez lehetővé tette, hogy táblánként lehetett megállapítani és kihirdetni a legjobb egyéni eredményt elérőket.
A versenyen a kor legnevesebb sakkozói ültek asztalhoz, élükön a világbajnok Alekszandr Aljechinnal, mellette olyanok fémjelezték az eseményt, mint Grünfeld, Kashdan, Marshall, Flohr, Vidmar, Bogoljubov, Ståhlberg. Csak Euwe és Capablanca hiányzott a legnagyobb nevek közül.

## A verseny lefolyása
A versenyt a csapatok között körmérkőzéses formában rendezték. A csapat eredményét az egyes versenyzők által megszerzett pontok alapján számolták. Holtverseny esetén vették csak figyelembe a csapateredményeket, ahol a csapatgyőzelem 2 pontot, a döntetlen 1 pontot ért. A játszmákban fejenként 120 perc állt rendelkezésre 40 lépés megtételéhez.
A verseny nagyon feszített tempóban zajlott, első félidejében naponta két fordulóra került sor. A függőjátszmák miatt nehéz volt követni az eseményeket, és az élen a helyzet fordulóról fordulóra változott. Nyolc csapat is esélyes volt az első helyre. Előbb a lengyelek, majd az amerikaiak vezettek, aztán az angolok álltak az élre, akiket a lettek váltottak. Az utolsó fordulóban a két legnagyobb esélyes, az élen álló amerikai és a lengyel csapat egymás ellen játszott. A rendes játékidő leteltekor a lengyelek vezettek 1,5–0,5 arányban, és a függőben maradt játszmák is számukra kedvező eredménnyel biztattak. Az egyik játszmában az állás egyenlő volt, míg a másikban a lengyelek kissé jobban álltak. A folytatásban azonban az elsőt elvesztették, míg a másik döntetlen eredménnyel ért véget, így a mérkőzés 2–2-es döntetlennel végződött, amely az amerikai csapat első helyét jelentette. Az egész olimpia kiélezett küzdelmére jellemző, hogy a versenyben nem maradt veretlen versenyző, amely egyedülálló az olimpiák történetében. Érdekesség még, hogy a mezőnyben senki nem tudott 10 győzelemnél többet elérni a 18 forduló alatt.
A Maróczy nélkül felálló – egyébként rutinos, több sakkolimpián is szerepelt – magyar csapat eredménye elmaradt a várakozástól, mindössze a 10. helyet szerezték meg. Egyedül Steiner Lajos eredménye emelkedett ki a csapatból, aki tábláján a 3. legjobb eredményt elérve egyéni bronzérmet szerzett.

## A verseny végeredménye
| H. | Ország                    | O.kód | 1  | 2  | 3  | 4  | 5  | 6  | 7  | 8  | 9  | 10 | 11 | 12 | 13 | 14 | 15 | 16 | 17 | 18 | 19 | P   | MP | +  | = | -  |
| -- | ------------------------- | ----- | -- | -- | -- | -- | -- | -- | -- | -- | -- | -- | -- | -- | -- | -- | -- | -- | -- | -- | -- | --- | -- | -- | - | -- |
| 1  | Amerikai Egyesült Államok | USA   | ●  | 2  | 3½ | 1½ | 2  | 1½ | 2½ | 1½ | 2½ | 2½ | 2½ | 2  | 3  | 3  | 3½ | 3½ | 4  | 4  | 3  | 48  | 27 | 12 | 3 | 3  |
| 2  | Lengyelország             | POL   | 2  | ●  | 2½ | 2  | 3  | 1½ | 2  | 2  | 1½ | 3½ | 2½ | 2  | 3  | 3½ | 3  | 4  | 2½ | 4  | 2½ | 47  | 27 | 11 | 5 | 2  |
| 3  | Csehszlovákia             | CSR   | ½  | 1½ | ●  | 2½ | 1½ | 2½ | 2  | 2½ | 1½ | 3  | 2½ | 3  | 2½ | 2½ | 3½ | 3½ | 4  | 3½ | 4  | 46½ | 27 | 13 | 1 | 4  |
| 4  | Jugoszlávia               | YUG   | 2½ | 2  | 1½ | ●  | 1  | 1½ | 2  | 2½ | 3½ | 2½ | 1½ | 2½ | 2½ | 3½ | 3  | 3  | 3½ | 3½ | 4  | 46  | 26 | 12 | 2 | 4  |
| 5  | Németország               | GER   | 2  | 1  | 2½ | 3  | ●  | 2½ | 2  | 1½ | ½  | 2½ | 2½ | 3  | 2½ | 3  | 3  | 3  | 4  | 3½ | 3½ | 45½ | 28 | 13 | 2 | 3  |
| 6  | Lettország                | LAT   | 2½ | 2½ | 1½ | 2½ | 1½ | ●  | 2  | 2½ | 1½ | 1  | 3  | 2½ | 3  | 3  | 2½ | 2½ | 4  | 3½ | 4  | 45½ | 27 | 13 | 1 | 4  |
| 7  | Svédország                | SWE   | 1½ | 2  | 2  | 2  | 2  | 2  | ●  | 1  | 2  | 2½ | 3  | 4  | 3  | 2  | 3½ | 3  | 3½ | 3  | 3½ | 45½ | 25 | 9  | 7 | 2  |
| 8  | Ausztria                  | AUT   | 2½ | 2  | 1½ | 1½ | 2½ | 1½ | 3  | ●  | 2½ | 1½ | 2½ | 2½ | 3  | 2½ | 4  | 3½ | 3  | 2½ | 3  | 45  | 27 | 13 | 1 | 4  |
| 9  | Anglia                    | ENG   | 1½ | 2½ | 2½ | ½  | 3½ | 2½ | 2  | 1½ | ●  | 2½ | 2½ | 3  | 1½ | 1½ | 3  | 3  | 3½ | 3½ | 3½ | 44  | 25 | 12 | 1 | 5  |
| 10 | Magyarország              | HUN   | 1½ | ½  | 1  | 1½ | 1½ | 3  | 1½ | 2½ | 1½ | ●  | 1½ | 3  | 2  | 3  | 3  | 2½ | 3½ | 3½ | 3  | 39½ | 19 | 9  | 1 | 8  |
| 11 | Hollandia                 | NED   | 1½ | 1½ | 1½ | 2½ | 1½ | 1  | 1  | 1½ | 1½ | 2½ | ●  | 0  | 3½ | 2  | 2  | 2½ | 3  | 2  | 4  | 35  | 15 | 6  | 3 | 9  |
| 12 | Svájc                     | SUI   | 2  | 2  | 1  | 1½ | 1  | 1½ | 0  | 1½ | 1  | 1  | 4  | ●  | 3  | 2½ | 1  | 2½ | 2½ | 3  | 3  | 34  | 16 | 7  | 2 | 9  |
| 13 | Litvánia                  | LTU   | 1  | 1  | 1½ | 1½ | 1½ | 1  | 1  | 1  | 2½ | 2  | ½  | 1  | ●  | 2  | 1  | 3  | 3  | 3  | 3  | 30½ | 12 | 5  | 2 | 11 |
| 14 | Franciaország             | FRA   | 1  | ½  | 1½ | ½  | 1  | 1  | 2  | 1½ | 2½ | 1  | 2  | 1½ | 2  | ●  | 1½ | 1½ | 3  | 3  | 2½ | 29½ | 11 | 4  | 3 | 11 |
| 15 | Románia                   | ROM   | ½  | 1  | ½  | 1  | 1  | 1½ | ½  | 0  | 1  | 1  | 2  | 3  | 3  | 2½ | ●  | 3  | 1½ | 2  | 3  | 28  | 12 | 5  | 2 | 11 |
| 16 | Olaszország               | ITA   | ½  | 0  | ½  | 1  | 1  | 1½ | 1  | ½  | 1  | 1½ | 1½ | 1½ | 1  | 2½ | 1  | ●  | 2½ | 3½ | 2  | 24  | 7  | 3  | 1 | 14 |
| 17 | Dánia                     | DEN   | 0  | 1½ | 0  | ½  | 0  | 0  | ½  | 1  | ½  | ½  | 1  | 1½ | 1  | 1  | 2½ | 1½ | ●  | 3½ | 3  | 19½ | 6  | 3  | 0 | 15 |
| 18 | Norvégia                  | NOR   | 0  | 0  | ½  | ½  | ½  | ½  | 1  | 1½ | ½  | ½  | 2  | 1  | 1  | 1  | 2  | ½  | ½  | ●  | 2  | 15½ | 3  | 0  | 3 | 15 |
| 19 | Spanyolország             | ESP   | 1  | 1½ | 0  | 0  | ½  | 0  | ½  | 1  | ½  | 1  | 0  | 1  | 1  | 1½ | 1  | 2  | 1  | 2  | ●  | 15½ | 2  | 0  | 2 | 16 |

### A magyar versenyzők eredményei
| Forduló                            | Ellenfél                           | Steiner Endre           | Steiner Endre | Steiner Lajos      | Steiner Lajos | Vajda Árpád         | Vajda Árpád | Havasi Kornél | Havasi Kornél | Sterk Károly | Sterk Károly | Pont |
| ---------------------------------- | ---------------------------------- | ----------------------- | ------------- | ------------------ | ------------- | ------------------- | ----------- | ------------- | ------------- | ------------ | ------------ | ---- |
| 1                                  | Jugoszlávia                        |                         |               | Vidmar             | ½             | Asztalos Lajos      | ½           | Kostić        | ½             | Pirc         | 0            | 1½   |
| 2                                  | Litvánia                           | Mikenas                 | 0             | Šembergas          | 1             | Vistaneckis         | 1           | Luckis        | 0             |              |              | 2    |
| 3                                  | Amerikai Egyesült Államok          | Kashdan                 | 0             | Marshall           | 1             |                     |             | Dake          | ½             | Horowitz     | 0            | 1½   |
| 4                                  | Norvégia                           | Hansen                  | 1             |                    |               | Halvorsen           | ½           | Hovind        | 1             | Gulbrandsen  | 1            | 3½   |
| 5                                  | Anglia                             |                         |               | Sultan Khan        | 1             | Yates               | 0           | Thomas        | ½             | Winter       | 0            | 1½   |
| 6                                  | Olaszország                        | Rosselli del Turco      | ½             | Monticelli         | 1             | Romi                | 0           | Hellmann      | 1             |              |              | 2½   |
| 7                                  | Hollandia                          | Weenink                 | ½             | Noteboom           | 0             |                     |             | Van den Bosch | 1             | Addicks      | 0            | 1½   |
| 8                                  | Németország                        | Bogoljubov              | 0             | Wagner             | ½             | Richter             | 0           | Helling       | 1             |              |              | 1½   |
| 9                                  | Svájc                              | Johner                  | 1             | Naegeli            | 1             | Zimmermann          | ½           |               |               | Rivier       | ½            | 3    |
| 10                                 | Spanyolország                      | Golmayo de la Torriente | 1             | Vilardebo Picurena | 0             | Soler Bordas        | 1           | Sanz Aguado   | 1             |              |              | 3    |
| 11                                 | Románia                            | Erdélyi                 | 1             | Balogh János       | 1             |                     |             | Baratz        | 0             | Wechsler     | 1            | 3    |
| 12                                 | Lengyelország                      | Rubinstein              | 0             | Tartakower         | 0             | Przepiorka          | ½           | Makarczyk     | 0             |              |              | ½    |
| 13                                 | Dánia                              | Cruusberg               | ½             | Ruben              | 1             | Lie                 | 1           | Larsen        | 1             |              |              | 3½   |
| 14                                 | Lettország                         | Matisons                | 1             | Apšenieks          | 1             | Petrovs             | 0           |               |               | Hasenfuss    | 1            | 3    |
| 16                                 | Csehszlovákia                      |                         |               | Flohr              | ½             | Rejfíř              | ½           | Opočenský     | 0             | Skalička     | 0            | 1    |
| 17                                 | Franciaország                      | Aljechin                | 0             | Gromer             | 1             | Betbeder Matibet    | 1           |               |               | Duchamp      | 1            | 3    |
| 18                                 | Ausztria                           | Grünfeld                | 0             | Spielmann          | 1             | Kmoch               | ½           | Becker        | 1             |              |              | 2½   |
| 19                                 | Svédország                         | Ståhlberg               | 0             | Stoltz             | ½             | Berndtsson-Kullberg | ½           |               |               | Lundin       | ½            | 1½   |
| Szerzett pontszám (Játszmák száma) | Szerzett pontszám (Játszmák száma) | 6½ (15)                 | 6½ (15)       | 12 (17)            | 12 (17)       | 7½ (15)             | 7½ (15)     | 8½ (14)       | 8½ (14)       | 5 (11)       | 5 (11)       |      |

### Az egyéni legjobb pontszerzők
Táblánként az első három legjobb százalékos arányt elérő versenyzőt díjazták éremmel. A második táblán a magyar Steiner Lajos bronzérmet szerzett.
| H. | Versenyző neve      | Ország                    | Pont | Játszmaszám | Százalék |
| -- | ------------------- | ------------------------- | ---- | ----------- | -------- |
|    | Alekszandr Aljechin | Franciaország             | 13½  | 18          | 75       |
|    | Jefim Bogoljubov    | Németország               | 12½  | 17          | 73,5     |
|    | Isaac Kashdan       | Amerikai Egyesült Államok | 12   | 17          | 76       |
| H. | Versenyző neve     | Ország        | Pont | Játszmaszám | Százalék |
| -- | ------------------ | ------------- | ---- | ----------- | -------- |
|    | Gösta Stoltz       | Svédország    | 13½  | 18          | 75       |
|    | Ksawery Tartakower | Lengyelország | 13½  | 18          | 75       |
|    | Steiner Lajos      | Magyarország  | 12   | 17          | 70,6     |
| H. | Versenyző neve    | Ország        | Pont | Játszmaszám | Százalék |
| -- | ----------------- | ------------- | ---- | ----------- | -------- |
|    | Vladimirs Petrovs | Lettország    | 11½  | 16          | 71,9     |
|    | Georg Alan Thomas | Anglia        | 12½  | 18          | 69,4     |
|    | Josef Rejfíř      | Csehszlovákia | 11   | 16          | 68,8     |
| H. | Versenyző neve | Ország      | Pont | Játszmaszám | Százalék |
| -- | -------------- | ----------- | ---- | ----------- | -------- |
|    | Albert Becker  | Ausztria    | 10½  | 14          | 75       |
|    | Vasja Pirc     | Jugoszlávia | 12½  | 17          | 73,5     |
|    | Kurt Richter   | Németország | 10½  | 15          | 70       |
| H. | Versenyző neve      | Ország                    | Pont | Játszmaszám | Százalék |
| -- | ------------------- | ------------------------- | ---- | ----------- | -------- |
|    | Karel Skalička      | Csehszlovákia             | 10½  | 14          | 75       |
|    | Herman Steiner      | Amerikai Egyesült Államok | 8½   | 12          | 70,8     |
|    | Volfgangs Hasenfuss | Lettország                | 7½   | 11          | 68,2     |